# Batrachotoxinine A
La batrachotoxinine A est un poison naturel très puissant sécrété par plusieurs grenouilles du genre Phyllobates. Ce poison est utilisé par la population indigène pour imprégner la pointe de leurs flèches dans le cadre de la chasse.

## Occurrence naturelle
Trois espèces de grenouilles sont connues pour produire ce poison : Phyllobates aurotaenia, Phyllobates bicolor et Phyllobates terribilis. En général, ces grenouilles sécrètent un mélange de toxines (trois substances majoritaires : la batrachotoxinine A, la batrachotoxine et l'homobatrachotoxine).